# Friedrich Colin

Friedrich Colin

Friedrich Wilhelm Karl Johann Colin (* 25. Juni 1844 in Landau in der Pfalz; † 28. September 1909 in Freiburg im Breisgau) war ein deutscher Kaufmann und Offizier. Bekanntheit erlangte er durch die Anbahnung einer kurzlebigen deutschen Kolonie in Kapitaï und Koba (heute Teile Guineas).

## Leben

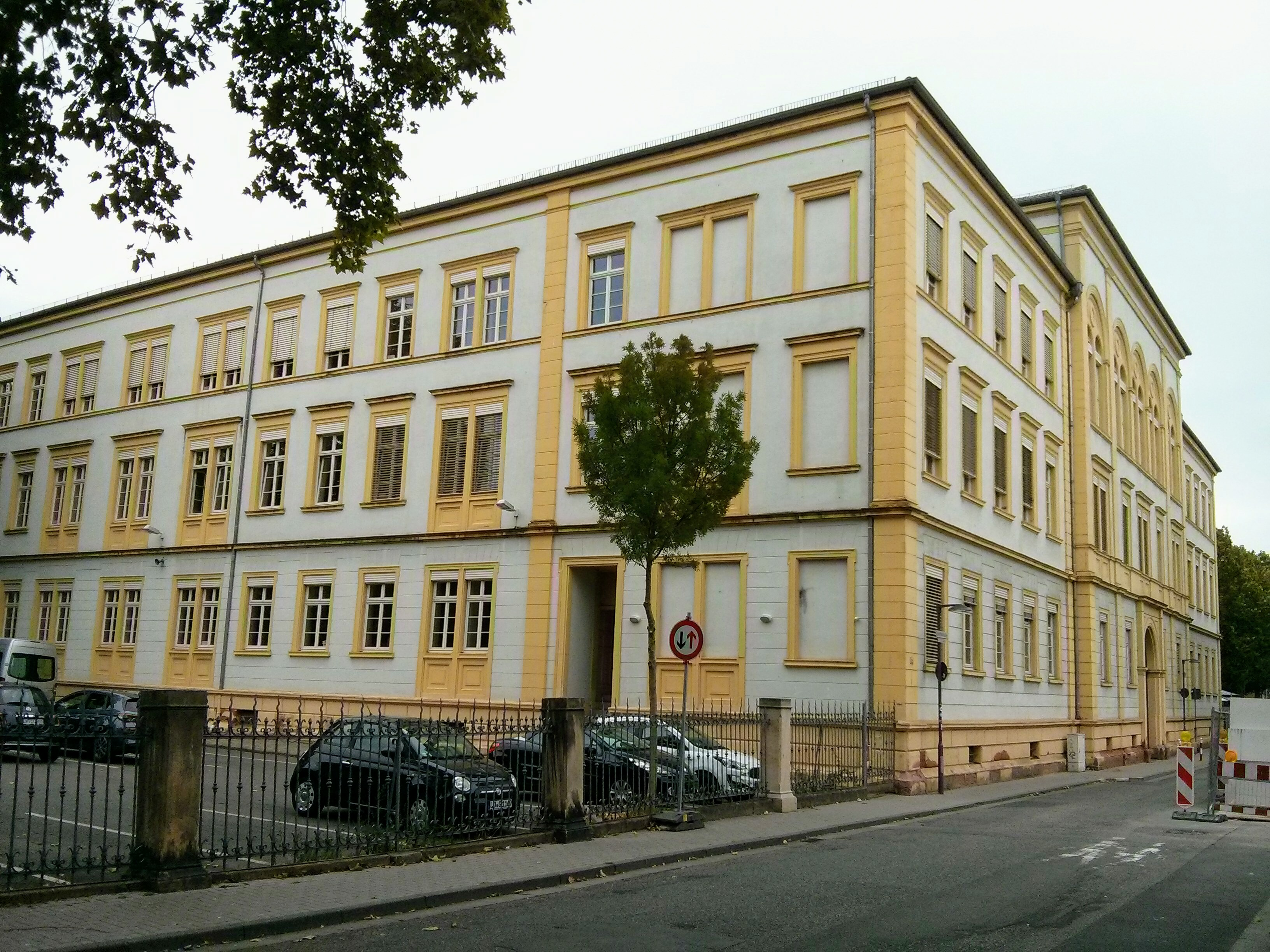
Altbau des Otto-Hahn-Gymnasiums (ehemalige Landwirtschafts- und Gewerbschule) in Landau in der Pfalz

Friedrich Colin war der Sohn des aus Avranches stammenden Sprachlehrers Coelestin Marie Colin (1814–1873). Letzterer war bereits vor der Geburt seines Sohnes aus Frankreich nach Landau in der Pfalz – damals linksrheinischer Teil des Königreiches Bayern – übergesiedelt. Colins Vater erteilte Unterricht für französische und englische Sprache an der dortigen Königlich-bayerischen Lateinschule.  Bis 1860 besuchte Colin als Hospitant die Königlich-bayerische Landwirtschafts- und Gewerbschule (das heutige Otto-Hahn-Gymnasium) in Landau in der Pfalz. Für das Schuljahr 1858/59 ist eine Belobung im Fach Französisch belegt. Colin war Soldat im 12. Infanterie-Regiment und wurde 1866 zum Unterleutnant befördert. 1870 schied er als Oberleutnant aus dem Heer aus.

### Handelsagent und Selbstständigkeit
Colin arbeitete von 1870 bis 1882 für das in Marseille ansässige, französische Handelshaus C. A. Verminck, das an der westafrikanischen Küste zwischen Dakar und Freetown Faktoreien unterhielt. In den Handelsniederlassungen waren neben französischen Staatsangehörigen auch Briten, Deutsche und Schweizer beschäftigt. Colin war unter anderem in Rufisque oder auf der Insel Gorée als Agent tätig. Nach einer Entlassung im Jahr 1882 firmierte Colin als Ölfabrikant im württembergischen Besigheim und später als Kaufmann in Stuttgart.
Colin war eines der ersten Mitglieder des Deutschen Kolonialvereins (Mitgliedsnummer 74). Er begann einen Briefwechsel mit dem Vereinsmitgründer Hermann von Maltzan. Dieser wollte in Senegambien für das Deutsche Reich Niederlassungen erwerben und hatte bereits Kontakte zu Finanziers in Frankfurt am Main und Stuttgart aufgenommen. Colin sollte Berater und Leiter des Projektes werden. Colin schlug Maltzan vor, schnellstmöglich eine deutsche Kolonie bei Conakry an den Flüssen Dubreka und Foreakarea zu gründen, ehe andere europäische Mächte hiervon Besitz ergriffen. Colin versucht nun, auch unabhängig vom Deutschen Kolonialverein seine Pläne zu verwirklichen. Durch Vermittlung seines Bruders Ludwig Christian Colin, der Direktor der Württembergischen Vereinsbank war, erreichte er die finanzielle Beteiligung des Stuttgarter Industriellen Gustav Siegle.
Colin ging an die Gründung eines eigenen Unternehmens und ließ im September und Oktober 1883 eine Faktorei an der Mündung des Dubreka errichten, wofür er Land von einem Lokalherrscher namens Bala Demba für 1.260 Mark kaufte. Die sogenannte Friedrichfaktorei lag in Boulbiné an der Halbinsel Tumbo in der Nähe von Conakry. Colin besuchte seine Handelsstation nur kurz im November 1883 und entsandte deutsche Angestellte. Ein zentraler Mitarbeiter des Colin'schen Unternehmens war aber von Anfang an der Schweizer Louis Baur, der zuvor ebenfalls bei C. A. Verminck beschäftigt gewesen war und nun für Colin vor Ort die kaufmännischen wie auch kolonialpolitischen Absichten vorantrieb.

### „Colinsland“ und das UnternehmenDeutsch-Afrikanisches Geschäft

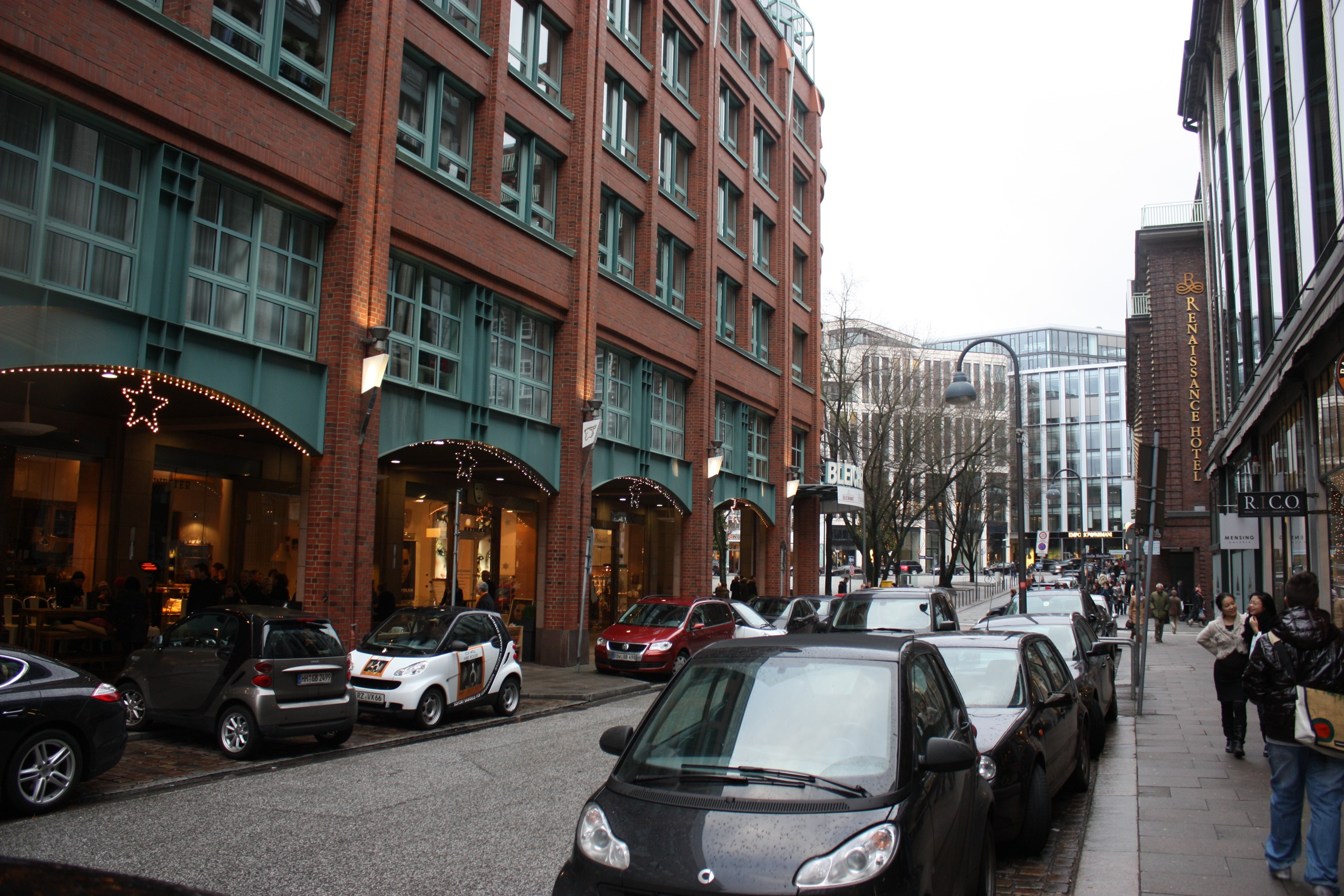
Der Hamburger Firmensitz des Unternehmens Deutsch-Afrikanisches Geschäft befand sich an der Bleichenbrücke 25.

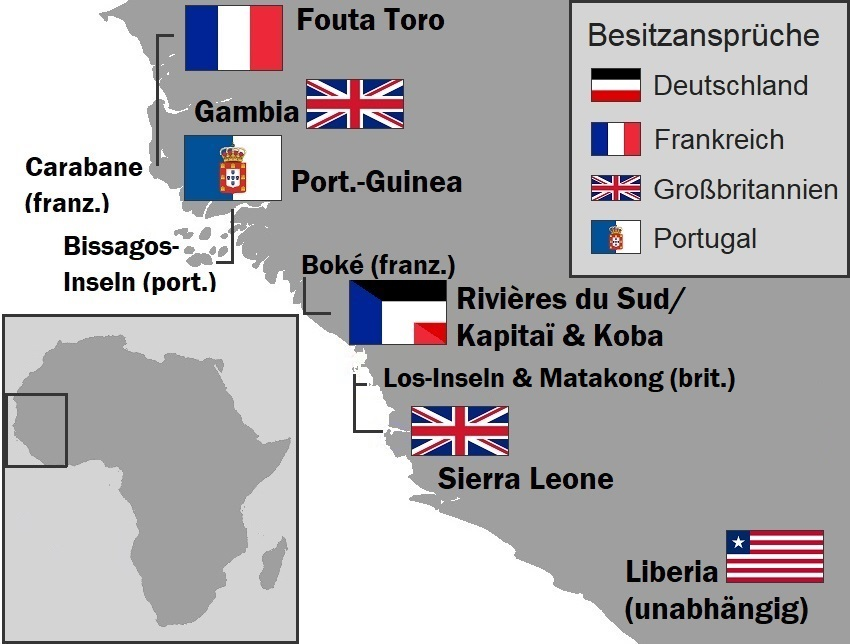
Besitzansprüche europäischer Staaten auf Küstenregionen Westafrikas, um 1885: Rivières du Sud bzw. Kapitaï und Koba waren zwischen Frankreich und Deutschland umstritten

Im Rahmen des einsetzenden deutschen Kolonialismus, versuchte Colin auf die Reichsregierung und Otto von Bismarck einzuwirken, um auch seine Niederlassungen offiziell unter deutschen Schutz stellen zu lassen. Ende März 1884 trat Colin mit seinem Gesuch an die Öffentlichkeit, als er das Projekt während einer Veranstaltung des örtlichen Kolonialvereins in Stuttgart vorstellte. Auf Empfehlung von Hermann zu Hohenlohe-Langenburg wurde Colin am 28. April 1884 zusammen mit hanseatischen Kaufleuten – darunter Adolf Lüderitz und Adolph Woermann – von Bismarck empfangen. Colins Anregungen sowie ein Freundschaftsschreiben Bala Dembas an den deutschen Kaiser, das Colin in Berlin überreichte, fanden Eingang in die Instruktionen für den neuen Reichskommissar für Westafrika, Gustav Nachtigal. Doch als Nachtigal zusammen mit Max Buchner im Juni 1884 Guinea anlief, um unter Baurs Vermittlung das Freundschaftsgesuch durch einen Schutzvertrag zu erhärten, ließ sich Bala Demba nicht darauf ein. Colin fiel daraufhin bei Bismarck in Ungnade und sein Projekt wurde im Auswärtigen Amt zeitweise zum Tabu-Thema. Dennoch traf Louis Baur im Auftrag Colins weiter Abmachungen mit benachbarten Lokalherrschern, deren Gebiete als unabhängig von der angrenzenden, französischen Einflusszone erachtet wurden. Abermals wendete sich Colin im Oktober 1884 mit Unterstützung von Hohenlohe-Langenburg an Bismarck. Nur unter Reichsschutz, so Colin, habe eine zu gründende süddeutsche Handelsgesellschaft am Dubreka Erfolgschancen. Unter dem Eindruck namhafter Kapitalgeber, der Möglichkeit eines Zugangs zum oberen Niger und nicht zuletzt angesichts der Aussicht auf ein „Kompensationsobjekt“ im Ausgleich mit Frankreich, ließ sich Bismarck auch auf dieses zweite Gesuch ein. Anfang Januar 1885 wurden die Küstenlander Kapitaï und Koba offiziell unter den Schutz des Kaiserreiches gestellt und die Gründung einer deutschen Kolonie – wie zeitgleich in anderen Teilen Westafrikas – schien besiegelt. Kolonialfreudige Autoren nannten das beanspruchte Gebiet auch Colinsland. Colin gründete nun das Unternehmen Friedrich Colin, Deutsch-Afrikanisches Geschäft in Hamburg, das im März 1885 in Frankfurt am Main zustande kam. Die Generalagentur übertrug Colin dem Hamburger Unternehmen G. W. Wolf.
Im Juni 1885 reiste Colin wieder zu Baur in die Niederlassung Boulbiné. Der Versuch, die Gründung der Kolonie wirtschaftlich voranzutreiben, scheiterte indes schon bald an der deutsch-französischen Diplomatie: Im Dezember 1885 gab Deutschland Kapitaï und Koba gegen Gebietsabtretungen in Togo an Frankreich ab. Die Niederlassungen Colins befanden sich von nun an auf französischem Kolonialgebiet. Im deutsch-französischen Abkommen vom 24. Dezember 1885 wurden eigens Rechte und Vergünstigungen festgehalten, welche der französische Staat der Firma Colins auf Bitten der deutschen Regierung gewährte. Zu den Bitten zählten der Schutz des Eigentums, die Anerkennung der Privatrechte, die Gleichstellung mit ähnlichen französischen Gesellschaften und die Zusicherung gleichen Zollregimes wie in Nachbargebieten. Die Abmachung gereichte sowohl dem französischen Staat als auch Colins Firma zum Vorteil, denn die Faktoreien rentierten sich, so dass der davon entrichtete Zoll schon bald über die Hälfte der Zolleinnahmen am Dubreka ausmachten. Im Jahr 1888 erhielt das Unternehmen eine staatliche Entschädigung, nachdem französische Kriegsschiffe eine der Faktoreien im Kampf gegen Einheimische beschädigt hatten. Das Unternehmen bestand gleichwohl fort, beschäftigte deutsche Mitarbeiter und existierte etwa bis 1908.
Über die weitere Biografie Colins ist nur wenig bekannt: Im Jahr 1890 strebte er einen Sitz im Kolonialrat an, was offenbar ohne Erfolg blieb. 1896 bemühte er sich vergeblich um die französische Staatsbürgerschaft. 1897 wurde ihm – als bayerischem Staatsangehörigen – der Königliche Kronen-Orden IV. Klasse verliehen. Ab 1889 stand seine Privatanschrift in Hamburger Adressbüchern.

### Familie
Am 19. Juli 1873 heiratete Colin in Speyer Marie Elise Henriette Regnault aus Speyer. Aus der Ehe gingen die Töchter Marie Blanche Colin (* 15. Oktober 1875 in Gorée, Senegal) und Élise Madeleine Colin (* 19. März 1884 in Stuttgart) hervor.